# Provocator

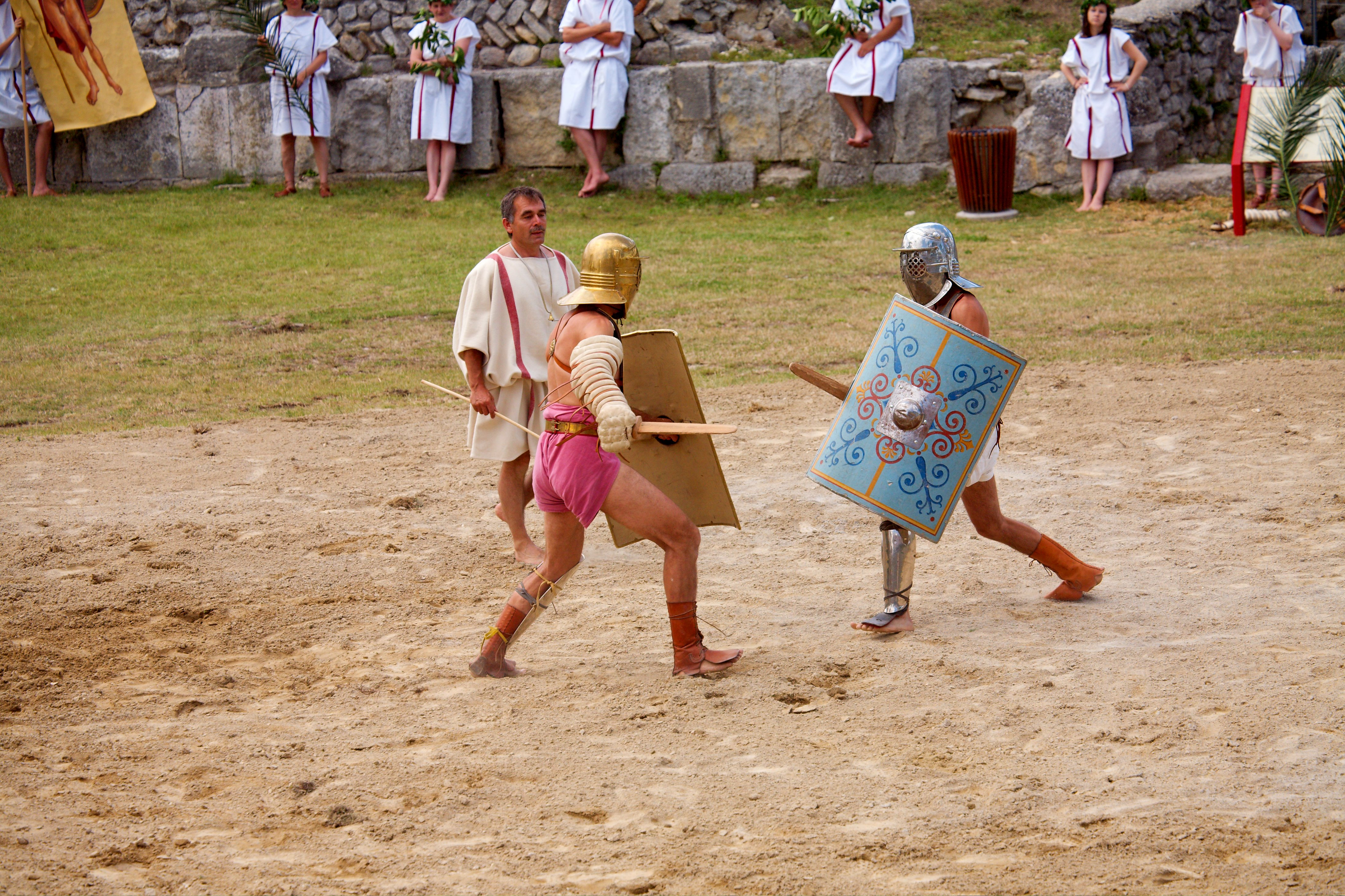
Vorführung in Carnuntum

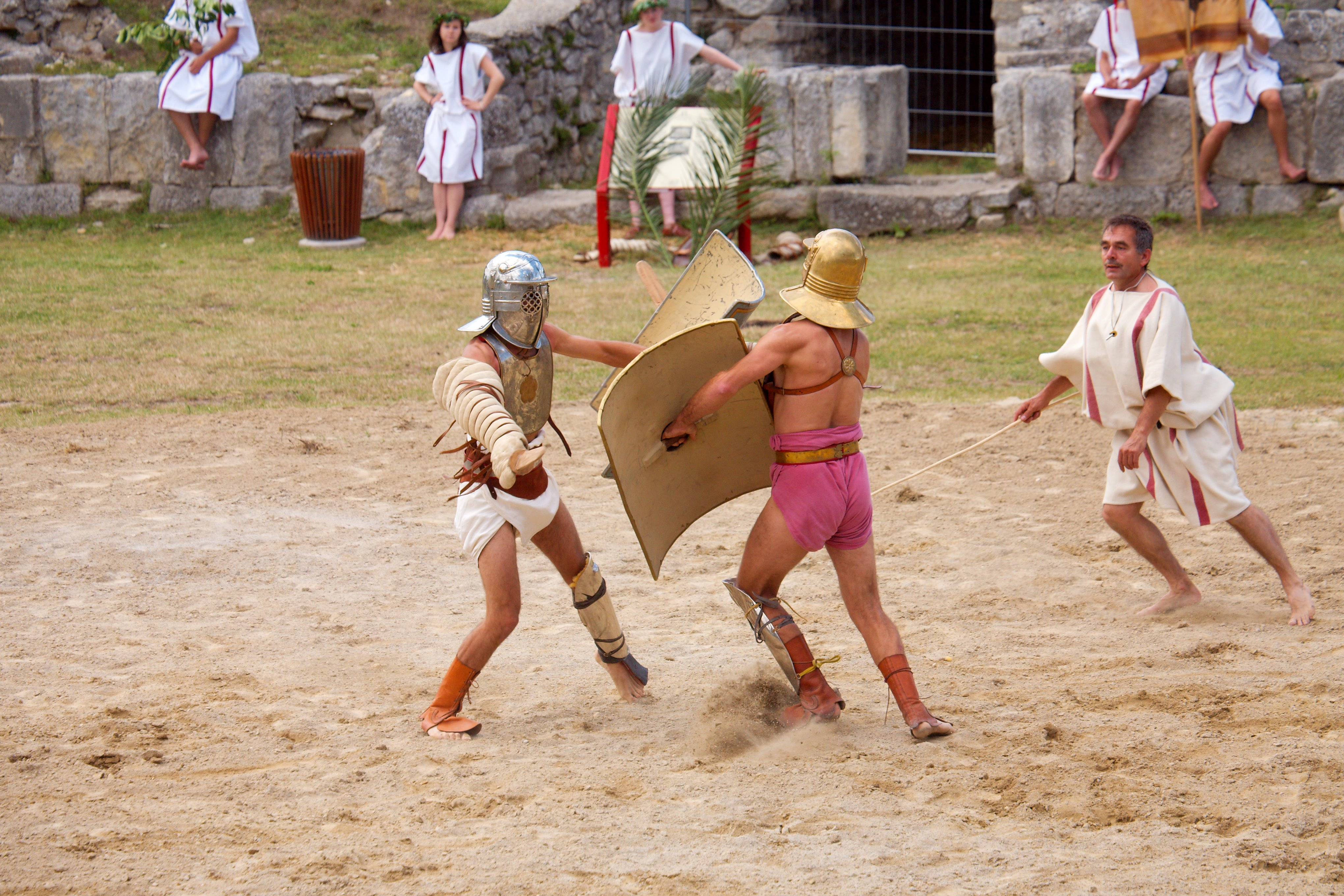
Vorführung in Carnuntum

Der provocator (lat. „Herausforderer“) war ein schwerbewaffneter römischer Gladiator. Seine Identifizierung bereitete zuerst große Probleme, scheint aber mittlerweile gesichert.
Zu weiteren Gladiatoren siehe: Gladiatorengattungen.

## Ausrüstung und Bewaffnung
Der provocator war schwerbewaffnet. Als Waffe benutzte er ein Kurzschwert (gladius). Seine Rüstung bestand aus einem keltisch-römischen Helm, einem latz- oder halbmondförmigen Brustblech (pectorale), einem mittelgroßen Schild (scutum), einem Armschutz am Schwertarm (manica) und einer halblangen Beinschiene (ocrea). Bekleidet war er mit einem Lendenschurz (subligaculum) und einem Gürtel (balteus oder cingulum).

## Gegner
In der Regel kämpfte der provocator gegen einen anderen provocator. Nur eine Inschrift, eine Pilgerflasche und ein Relief in der Yale-Universität nennen einen murmillo als Gegner.
|  |  |  |  |
|  |  |  |  |